# Таганский парк (Екатеринбург)
Парк семе́йного о́тдыха «Тага́нская слобода» (в прошлом Сагайда́к-парк, парк Побе́ды, парк «Тага́нский») — небольшой парк в центре жилого района Сортировка Железнодорожного района Екатеринбурга. По итогам 2009 года стал дипломантом конкурса «Мой город — мой дом» за активное участие в номинации «Лучшая территория организации».

## Современное состояние
На территории парка действует детская игровая площадка и различные аттракционы (карусели, колесо обозрения, «вертолеты», «вихрь», батуты, бассейн с катерами и пр.). Ландшафтная часть оборудована дорожками для пешеходных и велосипедных прогулок. Имеются вольеры для белок, кроликов, птиц. Также имеется сцена в форме древней ладьи.
Территорию украшают скульптурные композиции «Хозяйка Медной горы» и «Илья Муромец на распутье».
В спортивной зоне есть хоккейный корт (летом работает как картинг-корт), площадки для мини-футбола и волейбола, спортивные снаряды.
7 апреля 2015 года Парк семейного отдыха «Таганский» был переименован в парк отдыха «Таганская слобода».

## Галерея
- Схема Таганского парка, Екатеринбург, 2011 г.
- Центральная площадь
- Скульптурная композиция «Илья Муромец на распутье»
- Ландшафтная зона. Осень
- Картинг-корт
- Футбольное поле. Вид с колеса обозрения